# 名古屋港ワイルドフラワーガーデン ブルーボネット

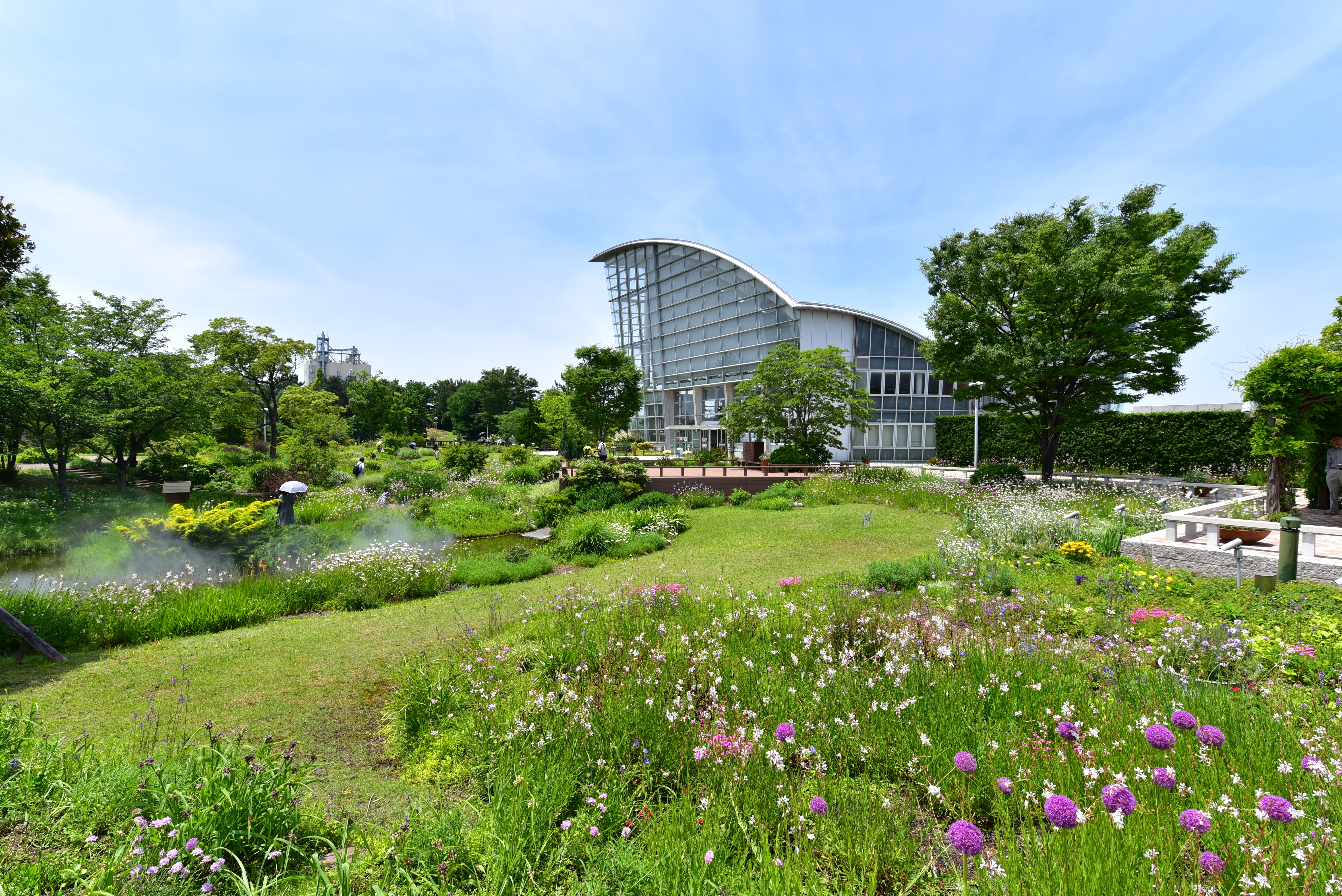
園内

名古屋港ワイルドフラワーガーデン ブルーボネット（なごやこうワイルドフラワーガーデン ブルーボネット）は、愛知県名古屋市港区潮見町にある自然風庭園。

## 概要
中部電力が創立50周年事業で新名古屋火力発電所の一部を整備したもので、2002年（平成14年）4月20日にオープンした。園内には22のガーデンがあり、園内には多種多様なワイルドフラワー（野性的な雰囲気を持つ草花）が咲き乱れている。そのほかにもレストランAURA（アウラ）やガーデンショップ、植物の情報を検索できるコーナーなども設けられている。なお、当庭園の愛称の「ブルーボネット」とは、アメリカ・テキサス州の州花である。
2023年12月24日に営業を終了して大規模改修のため営業休止中。
新しい施設は「メグラスガーデンナゴヤ」に名称を変えて、2025年春にリニューアルオープンする予定であったが、庭園工事の工期延長に伴い2026年春のオープン予定となっている。

## 利用案内

### 入園料
大人：300円、65歳以上：200円、小中学生：150円、6歳未満：無料。
障害者：200円（付添は1人まで200円）。

### 休園日
毎週月曜日（月曜日が休日の時はその翌日）、海の日（7月の第3月曜日）、12月24日。
年末から2月末までは冬期休園。

## 所在地
- 愛知県名古屋市港区潮見町42番地

## 交通アクセス

### 公共交通機関
鉄道駅は徒歩圏内にない。公園の前に名古屋臨海鉄道汐見町線の汐見町駅があるが、休止中で貨物列車すら走っていない。
- 名古屋市営バス
  - 金山19系統（金山・神宮東門→ワイルドフラワーガーデン・潮見町南行き） - 「ワイルドフラワーガーデン」バス停下車。
  - 新瑞14系統（新瑞橋 → ワイルドフラワーガーデン行き） - 終点下車。

- 水上バス
  - 名古屋市営地下鉄名港線：名古屋港駅「ポートビル」より約10分。
  - 名古屋臨海高速鉄道あおなみ線（西名古屋港線）：金城ふ頭駅「水上バスのりば」より約20分。